# Уруть уссурийская
Уру́ть уссури́йская (лат. Myriophyllum ussuriense) — вид травянистых растений семейства Сланоягодниковые. Это растение произрастает в болотистой местности. 

## Ботаническое описание
Небольшой травянистое растение, произрастающее в болотной местности. Растения двудомные, реже однодомные или с обоеполыми цветками. 
Стебель слабый, 5-20 см. 
Погруженные листья 3- или 4-мутовчатые, гребенчатые, широколанцетные в очертании, 5-10 × 2,5-5 см длиной; сегменты нитевидные, короткие, край цельный. Надводные листья 1 или 2, линейные или ланцетные, мелкие, по краю зубчатые или цельнокрайние. 
Соцветие пазушных цветков на надводной части стебля или концевом колоске; прицветники и прицветники эллиптические, мельче цветков, по краю цельнокрайние или пильчатые. Цветки 4-членные. Чашечка трубчатая, коротколопастная. Лепестки бледно-красноватые, обратнояйцевидно-продолговатые, ок. 2 мм. Тычинок 8. Стили 4; рыльца белые, длинные бахромчатые. 
Плоды оливково-коричневые, 4-гнездные, почти шаровидные, ок. 0,75×0,6 мм; мерикарпы мелкобугорчатые. 
Цветение — май-июнь, плодоношение — июнь-август.

## Ареал
Япония, Корея, Россия (Хабаровский край, Сахалинская область (остров Уруп), Магаданская область), Китай (Аньхой, Гуандун, Гуанси, Хэбэй, Хэйлунцзян, Хубэй, Цзянсу, Цзилинь, Цзянси, Тайвань, Юньнань, Чжэцзян)
Илистые прибрежные отмели; вблизи уровня моря до 1800 м.

## Охранный статус
Занесена в Красную книгу Российской Федерации и региональную Красную книгу Сахалинской области, Красную книгу Магаданской области. 

## Таксономия
Myriophyllum ussuriense (Regel) Maxim., первое упоминание в Bull. Acad. Imp. Sci. Saint-Pétersbourg, sér. 3, 19: 182 (1873).

### Синонимы
- Myriophyllum isoetophilum Kom.
- Myriophyllum verticillatum var. ussuriense Regel

## Примечание
1. 1 2 3 4 5 6  Флора Китая, 1994—2013.
2. ↑  Флора Китая, 1994—2003.
3. ↑  Депозитарий: Образец коллекции [Гербарий ИБПС ДВО РАН (г. Магадан)]. plant.depo.msu.ru. Дата обращения: 1 ноября 2023. Архивировано 1 ноября 2023 года.
4. ↑  Myriophyllum ussuriense Maxim. ИАС «ООПТ России». Дата обращения: 1 ноября 2023. Архивировано 1 ноября 2023 года.
5. ↑  176. Уруть уссурийская – Myriophyllum ussuriense (Regel) Maxim. // Красная книга Магаданской области / Редколл. А. В. Кондратьев (предс.) и др.. — Магадан: Охотник, 2019. — С. 15. — 356 с. — ISBN 978-5-906641-49-6. Архивировано 31 марта 2022 года.
6. ↑  WFO Plant List | World Flora Online. wfoplantlist.org. Дата обращения: 1 ноября 2023. Архивировано 1 ноября 2023 года.